# Joe Hanchrow
Joseph 'Joe' G. Hanchrow (ook: Chicken Joe Hanchrow (New York, 24 mei 1935 - 1 oktober 2017) was een Amerikaanse jazzmusicus, die tuba, contrabas en basgitaar speelde.
Hanchrow bezocht Peabody Conservatory in Baltimore, tijdens zijn militaire dienst (1958–62) speelde hij in een band van de marine. In New York werkte hij in de jaren erna als verkoper en freelance-muzikant. Hij speelde jarenlang in de Smith Street Society Jazz Band rond Herb Gardner en Bruce McNichols, hij is hier te horen op albums als The Smith Street Society Jazz Band Plays Jelly Roll Morton (1980) en I'm Alabamy Bound (1983, o.a. met Howard Alden). Hij speelde ook met The Manhattan Brass Choir featuring Clark Terry en Urbie Green (Praise to the Living God), met Keith Ingham/Marty Grosz (Just Imagine... Songs of DeSylva, Brown & Henderson, 1994), met John Gills Jazz Kings (I Must Have It!, 2004, o.a. met Jon-Erik Kellso) en in de jaren 10 als bassist bij Don Keiling & the Lost Chord. Volgens discograaf Tom Lord speelde hij tussen 1967 en 2004 mee op elf opnamesessies.